# Bengbis
Bengbis (oder: Bangebis) ist eine Gemeinde im Département Dja-et-Lobo in der Region Sud in Kamerun.

## Geografie
Bengbis liegt im Süden Kameruns, etwa 100 Kilometer südöstlich der Hauptstadt Yaoundé.

## Verkehr
Bengbis liegt an der Provenzialstraße P7.